# Margaret (ca sĩ)
Małgorzata Jamroży (tiếng Ba Lan: [mawɡɔˈʐata jamˈrɔʐɨ]; sinh ngày 30 tháng 6 năm 1991; nghệ danh Margaret) là một nữ ca sĩ và nhà sáng tác ca khúc người Ba Lan. Cô trở nên nổi tiếng tại quê nhà vào năm 2013 và gặt hái thành công nhất định trên các bảng xếp hạng âm nhạc tại một vài quốc gia châu Âu với đĩa đơn "Thank You Very Much" (2013) và "Cool Me Down" (2016). Sau khi ký hợp đồng quốc tế với Warner Music vào năm 2016, cô đặc biệt gặt hái thành công tại Thụy Điển và tranh tài tại cuộc thi âm nhạc Melodifestivalen trong hai năm liên tiếp (2018, 2019) lần lượt với các bài hát "In My Cabana" và "Tempo".
Trước khi nổi tiếng trên thị trường nhạc đại chúng, Margaret từng biểu diễn cùng các ban nhạc underground, thu âm soundtrack cho các chương trình quảng cáo truyền hình và điện ảnh, và cho ra đời một trang blog về thời trang. Qua trang blog của mình, cô được nhà quản lý âm nhạc Sławomir Berdowski phát hiện và ký hợp đồng với hãng Extensive Music. Cô phát hành đĩa Ep đầu tay có tựa All I Need vào năm 2013 rồi sau này trích đĩa vào album phòng thu đầu tay Add the Blonde (2014). Album đã lọt top 10 tại bảng xếp hạng âm nhạc Ba Lan, và cho ra đời các đĩa đơn "Wasted", "Start a Fire" và "Heartbeat". Năm 2015, cô thu âm một album nhạc jazz hợp tác với Matt Dusk có nhan đề Just the Two of Us. Margaret có được bản nhạc thứ hai lọt vào top 10 của Ba Lan với album phòng thu thứ ba Monkey Business (2017) cùng sự góp mặt của đĩa đơn "What You Do" và "Byle jak". Nhằm giành được quyền kiểm soát sáng tạo nghệ thuật nhiều hơn, cô rời hãng đĩa và công ty quản lý của mình vào năm 2019, đồng thời phát hành album tiếng Ba Lan đầu tiên Gaja Hornby – chứng kiến cô chuyển dòng từ nhạc pop đại chúng sang chất liệu âm nhạc nặng về urban hơn. Margaret tiếp tục làm mới mình với album thứ 5 Maggie Vision (2021), trở thành album bán chạy nhất của cô tại Ba Lan tính đến nay.
Margaret đã giành được nhiều giải thưởng lớn nhỏ, như 5 giải âm nhạc Eska, một giải Kids' Choice Award và 4 lần đoạt Giải Âm nhạc châu Âu của MTV cho nghệ sĩ Ba Lan xuất sắc nhất—nhiều hơn bất kì nghệ sĩ nào khác ở cùng hạng mục này. Cô có mặt trong danh sách những ngôi sao ăn khách nhất của Ba Lan vào năm 2014 do tờ Forbes ấn bản BA Lan bình chọn. Năm 2015, tạp chí Wprost tôn vinh cô là một trong 50 người nổi tiếng Ba Lan giàu ảnh hưởng nhất. Ngoài sự nghiệp âm nhạc, Margaret còn kinh doanh nhiều sản phẩm, thiết kế hẳn một dòng quần áo cho hãng thời trang bán lẻ Sinsay vào năm 2015 và lồng tiếng Smurfstorm trong phiên bản tiếng Ba Lan của bộ phim Smurfs: The Lost Village vào năm 2017. Cô cũng làm huấn luyện viên của chương trình The Voice of Poland năm 2019.

## Xuất thân và giáo dục
Małgorzata Jamroży chào đời ngày 30 tháng 6 năm 1991 tại Stargard Szczeciński, Ba Lan, là con gái của hai giáo viên Ryszard và Elżbieta Jamroży. Cô có một người anh trai tên Tomasz, hơn cô 4 tuổi và làm nhà hóa học; hai anh em cô cùng lớn lên tại Ińsko. Jamroży được nuôi theo đạo Công giáo. Sau khi nhận được ấn chỉ Bí tích Thêm Sức, cô lấy tên Julita là tên bí tích của mình.